# Free Spirit (Album)
Free Spirit (englisch für „Freier Geist“) ist das zehnte Soloalbum des deutschen Rappers Kollegah. Es erschien am 5. August 2022 über sein eigenes Label Alpha Music Empire als Boxset und Download-Version.

## Produktion
Das Album wurde von einer Vielzahl verschiedener Musikproduzenten produziert. Dabei war Johnny Illstrument an der Produktion von 22 der 25 Songs beteiligt. Weitere Musik stammt von Joznez, Fridz, Dinski, ThisisYT, Fade, DJ Danetic, Toxik Tyson, Danger, Sikk, Nico OTB, Robin Schmidt, Freshmaker, Semibeatz, Yunus und Absolute.

## Covergestaltung
Das Albumcover zeigt Kollegah mit verschränkten Armen, der den Betrachter mit ernstem Blick ansieht und von einem Lichtspalt getroffen wird. Der Hintergrund ist dunkelblau gehalten und am oberen Bildrand befinden sich die silbernen Schriftzüge Kollegah und Free Spirit.

## Gastbeiträge
Auf fünf Liedern des Albums treten neben Kollegah weitere Künstler in Erscheinung. So ist der Rapper Azad auf dem Song Damoklesschwert zu hören, während Genetikk auf Dark Knight einen Gastauftritt haben. An M.A.C.H.T. ist der Rapper Haftbefehl beteiligt und der britische Rapper Dutchavelli ist auf Medusa Face vertreten. Zudem ist das nur auf der Download-Version enthaltene Stück Einfach auf die Fresse eine Kollaboration mit den Rappern Farid Bang und Sun Diego.

## Titelliste
| #                               | Titel                    | Gastmusiker           | Produzenten                                                  | Länge |
| ------------------------------- | ------------------------ | --------------------- | ------------------------------------------------------------ | ----- |
| 1                               | Klassikmusik (Intro)     |                       | Johnny Illstrument, Joznez, Fridz                            | 4:17  |
| 2                               | Monopol                  |                       | Johnny Illstrument, Dinski, Fridz                            | 3:55  |
| 3                               | Immernoch                |                       | Johnny Illstrument, Fade, Fridz                              | 2:30  |
| 4                               | Blutmond                 |                       | Johnny Illstrument, Dinski, Joznez, Fridz                    | 2:40  |
| 5                               | Damoklesschwert          | Azad                  | Johnny Illstrument, Dinski, Fridz                            | 3:09  |
| 6                               | Mind Control             |                       | Johnny Illstrument, Dinski, Fridz, DJ Danetic                | 3:00  |
| 7                               | Gepanzerter Maybach      |                       | Johnny Illstrument, Dinski, Toxik Tyson, Fridz               | 3:08  |
| 8                               | Shutupmoney              |                       | ThisisYT, Fridz, Danger                                      | 2:36  |
| 9                               | Wie ein Boss             |                       | Johnny Illstrument, Dinski, Fridz                            | 3:59  |
| 10                              | M.A.C.H.T.               | Haftbefehl            | Johnny Illstrument, Fade, Fridz, Joznez                      | 4:03  |
| 11                              | Mind Over Matter         |                       | Johnny Illstrument, Dinski, Joznez, Fridz                    | 3:04  |
| 12                              | Oligarch                 |                       | Johnny Illstrument, Fade, Fridz                              | 3:11  |
| 13                              | Dark Knight              | Genetikk              | Sikk, Fridz                                                  | 3:36  |
| 14                              | Viking                   |                       | Johnny Illstrument, Dinski, Fridz, DJ Danetic                | 3:36  |
| 15                              | Medusa Face              | Dutchavelli           | ThisisYT, Nico OTB, Johnny Illstrument, Fridz, Robin Schmidt | 3:04  |
| 16                              | Déjà-Vu                  |                       | Johnny Illstrument, Dinski, DJ Danetic, Fridz                | 2:40  |
| 17                              | Weisse Tauben            |                       | Freshmaker, Semibeatz, Johnny Illstrument, Fridz             | 3:20  |
| 18                              | Free Spirit              |                       | Johnny Illstrument, Dinski, Yunus                            | 3:15  |
| 19                              | Horizont                 |                       | Johnny Illstrument, Dinski, Fridz                            | 5:06  |
| 20                              | Hail to the King (Outro) |                       | Johnny Illstrument, Joznez, Fridz                            | 6:25  |
| Bonustitel der Download-Version |                          |                       |                                                              |       |
| 21                              | Einfach auf die Fresse   | Farid Bang, Sun Diego | Johnny Illstrument, Joznez                                   | 3:12  |
| 22                              | Bossmode                 |                       | Johnny Illstrument                                           | 2:44  |
| 23                              | Diplomatische Immunität  |                       | Johnny Illstrument, Dinski                                   | 5:16  |
| 24                              | Sinner                   |                       | ThisisYT                                                     | 2:56  |
| 25                              | Zeitgeist                |                       | Johnny Illstrument, Absolute                                 | 3:35  |

## Chartplatzierungen und Singles
Free Spirit stieg am 12. August 2022 auf Platz acht in die deutschen Albumcharts ein und konnte sich fünf Wochen in den Top 100 halten, eine davon in den Top 10. In den deutschen Hip-Hop-Charts avancierte Free Spirit zu Kollegahs neuntem Nummer-eins-Album, womit er zu diesem Zeitpunkt mit Fler Rekordhalter mit den meisten Nummer-eins-Alben wurde. In Österreich erreichte es Rang neun und in der Schweiz Position zehn.
| ChartsChartplatzierungen | Höchstplatzierung | Wochen |
| ------------------------ | ----------------- | ------ |
| Deutschland (GfK)        | 8 (5 Wo.)         | 5      |
| Österreich (Ö3)          | 9 (3 Wo.)         | 3      |
| Schweiz (IFPI)           | 10 (1 Wo.)        | 1      |

Insgesamt wurden neun Lieder (Bossmode, Zeitgeist, Diplomatische Immunität, Sinner, Free Spirit, Klassikmusik (Intro), Viking, Wie ein Boss, Damoklesschwert) im Vorfeld des Albums als Singles ausgekoppelt, von denen es sechs in die deutschen Top 100 schafften. Davon erreichte Bossmode mit Rang 47 die höchste Platzierung.

## Rezeption
| Professionelle Bewertungen | Professionelle Bewertungen |
| -------------------------- | -------------------------- |
| Kritiken                   |                            |
| Quelle                     | Bewertung                  |
| laut.de                    | [ 7 ]                      |

Dominik Lippe von laut.de bewertete Free Spirit mit nur einem von fünf Punkten. Kollegah stelle zwar „weiterhin seine lyrische Überlegenheit […] zur Schau,“ doch verliere er sich in der Frage „Was ist wahr, was Verschwörungstheorie?“, wobei „der Widerspruch zum Programm“ gehöre. Der Rezensent sieht dabei vor allem Kollegahs Zweifel an den Maßnahmen gegen die Coronapandemie sowie dessen Aussagen zur Evolutionstheorie kritisch.
In den Lesercharts von laut.de wurde Free Spirit zudem zum schlechtesten Album des Jahres gewählt. Laut.de zitierte dazu: „Free Spirit ist sowohl künstlerisch als auch menschlich ein Tiefpunkt.“